# Il cardinale Lambertini (film 1954)
Il cardinale Lambertini è un film del 1954 diretto da Giorgio Pàstina, ispirato all'omonima opera teatrale di Alfredo Testoni del 1905.
Il film, ambientato nel 1739, tratteggia la figura dell'arcivescovo di Bologna Prospero Lambertini, che nel 1740 verrà eletto papa con il nome di Benedetto XIV.

## Trama
1739. Il cardinale Prospero Lambertini, molto attento alle dinamiche politiche nella Bologna presidiata dalle truppe borboniche ed alle sofferenze dei bolognesi, non esita ad interporsi tra gli spagnoli ed una nobiltà bolognese imbelle, pilotata dalla contessa Gabriella di Roccasibalda, disinvolta avventuriera, ed il popolo, verso il quale era stata progettata una strage mascherata da tentativo di rivolta, che avrebbe dovuto essere il casus belli di una repressione e dell'instaurazione del gonfalonierato a vita di un fantoccio dei Borbone.
Il cardinale inoltre prende a cuore la vicenda di due giovani innamorati a cui si vuole impedire il matrimonio, Carlo Barozzi, il figlio del suo lacchè, e la figliastra della stessa Gabriella di Roccasibalda, la contessina Maria (figlia della defunta prima moglie di suo marito, il conte Goffredo) promessa in sposa dalla matrigna al perfido duca di Montimar, anche questa con profonde implicazioni politiche.

## Produzione
Il film fu prodotto dalla Italica Vox Film e girato per gli interni a Roma e per gli esterni a Bologna ed a Ceri, piccolo borgo dell'agro romano.

## Distribuzione
Il film uscì nelle sale cinematografiche italiane il 23 dicembre del 1954, distribuito dalla Minerva Film.

## Opere correlate
L'opera teatrale di Testoni era già stata trasposta al cinema nel 1934 con un'omonima pellicola diretta da Parsifal Bassi, con Ermete Zacconi nella parte del cardinale.
Nel 1963 ne verrà in seguito tratto anche uno sceneggiato televisivo omonimo per la Rai, diretto da Silverio Blasi ed interpretato nuovamente da Gino Cervi.